# AR Большой Медведицы
AR Большой Медведицы (лат. AR Ursae Majoris) — поляр, двойная катаклизмическая переменная звезда типа AM Геркулеса в созвездии Большой Медведицы на расстоянии приблизительно 330 световых лет (около 101 парсека) от Солнца. Видимая звёздная величина звезды — от +15,9m до +14,2m.

## Характеристики
Первый компонент — аккрецирующий белый карлик спектрального класса D или WD.
Второй компонент — красная пульсирующая полуправильная переменная звезда (SR) спектрального класса M. Эффективная температура — около 3200 К.